# Archidiocèse de Bratislava

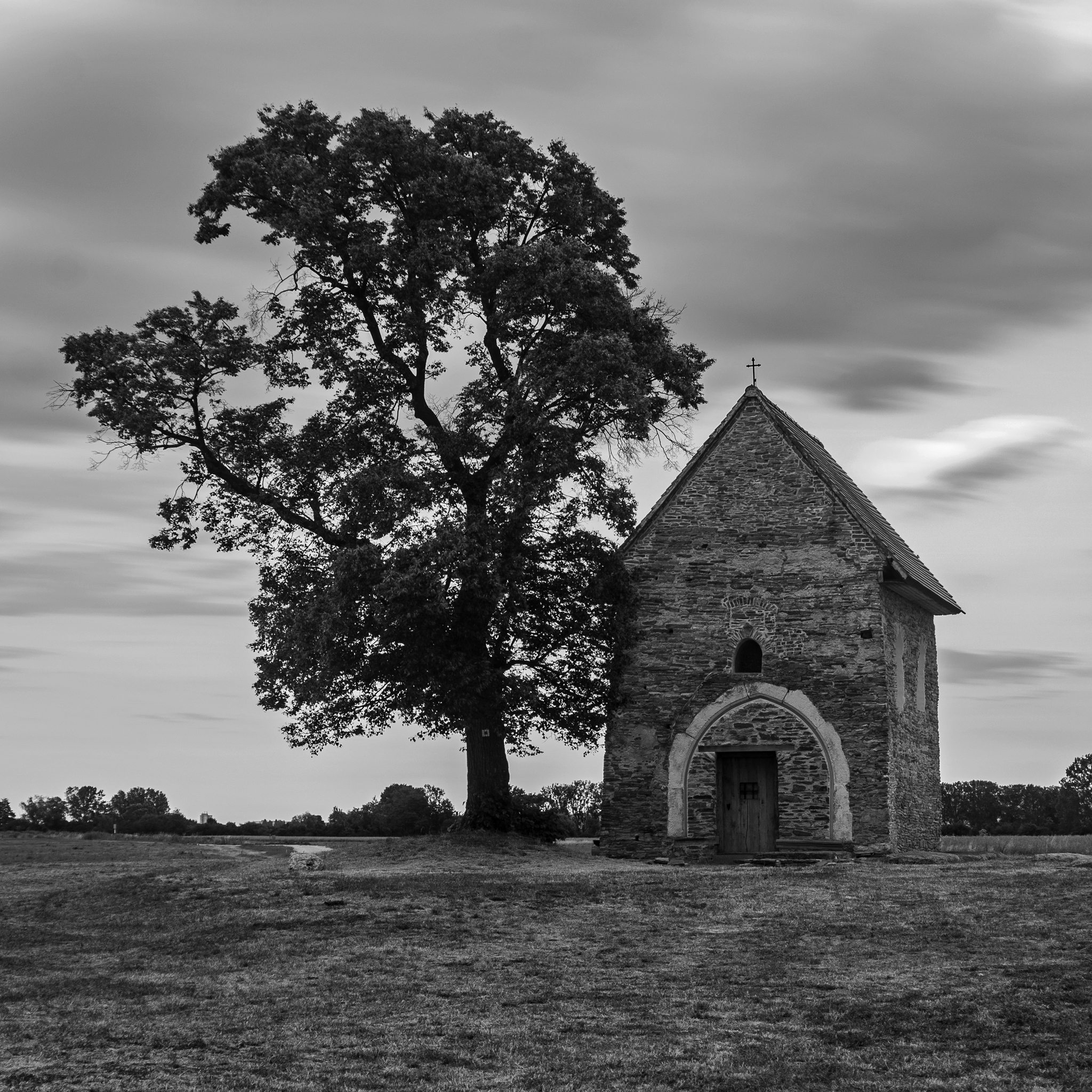
L'église Sainte-Marguerite de Kopčani, dans l'archidiocèse de Bratislava. Juillet 2019.

L'archidiocèse de Bratislava est un archidiocèse de l’Église catholique situé dans l'ouest de la Slovaquie, dans une région majoritairement catholique.

## Principales églises
L’église principale du diocèse est la cathédrale Saint-Martin de Bratislava.
La Conférence épiscopale de Slovaquie donne le statut de sanctuaire national à la basilique Notre-Dame-des-Sept-Douleurs à Šaštín-Stráže.
Le diocèse compte une deuxième basilique mineure, la basilique de la Nativité (sk) de Marianka.